# Chater Garden
Chater Garden (遮打花園) est un parc public de Hong Kong situé dans le quartier de Central, directement à l'est du bâtiment de la Cour d'appel final. Il porte le nom de Paul Chater, tout comme Chater Road (en) à proximité.

## Histoire
Au début de la domination britannique à Hong Kong, le site faisait partie du terrain de parade Murray. Puis, en 1851, il est converti en zone de sports et de loisirs et devient le siège du Cricket Club de Hong Kong et son terrain de jeu. En 1975, Chater Garden occupe l'espace laissé par le club lors de son déménagement à Wong Nai Chung Gap. Le jardin est construit dans les années 1970 et est officiellement inauguré le 20 octobre 1978.
En raison de sa proximité avec le siège du gouvernement, le parc est utilisé comme lieu de rassemblements et de manifestations politiques par divers groupes tels que le Falun Gong.

## Galerie

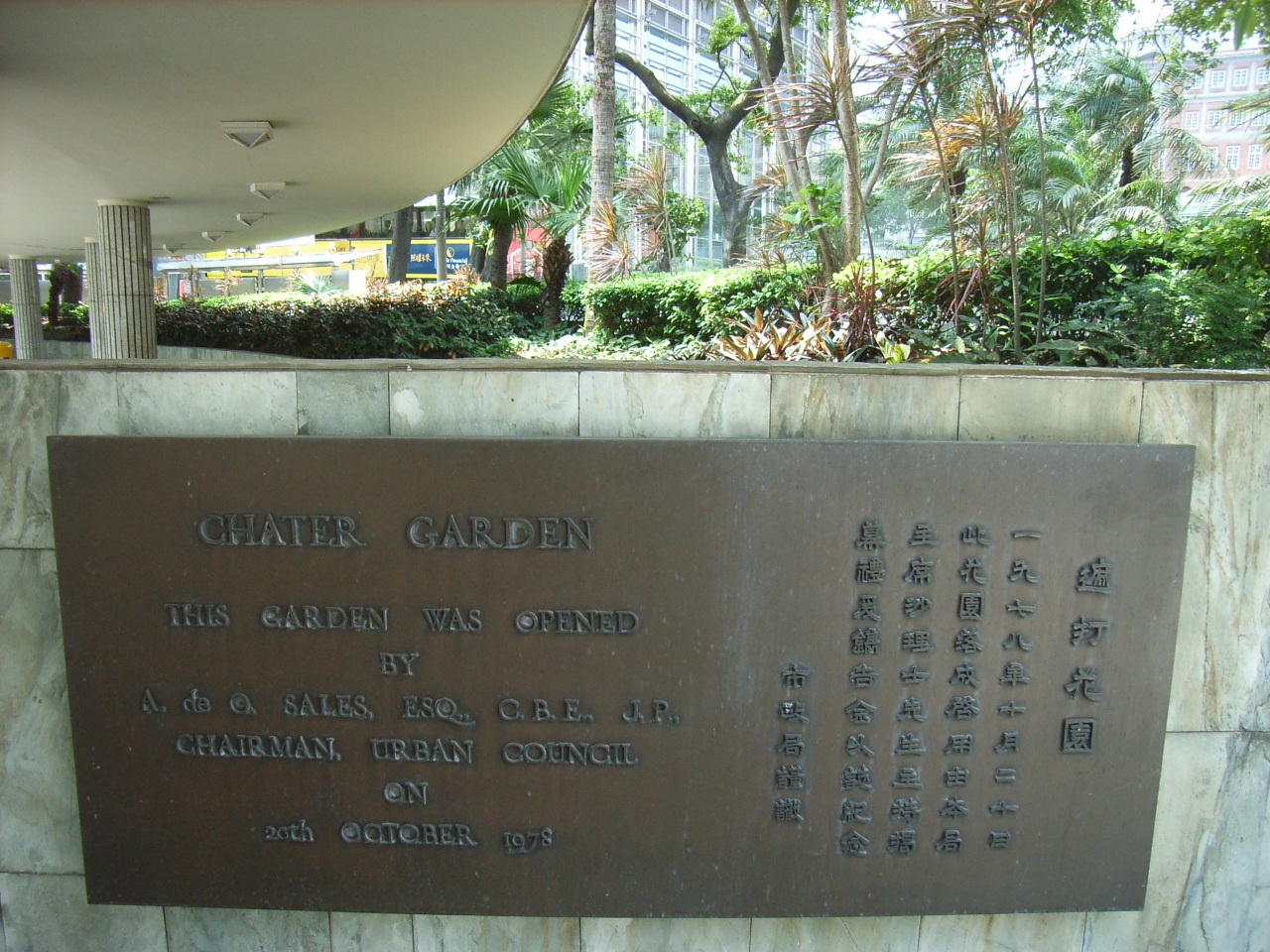
Plaque commémorant l'inauguration du parc.
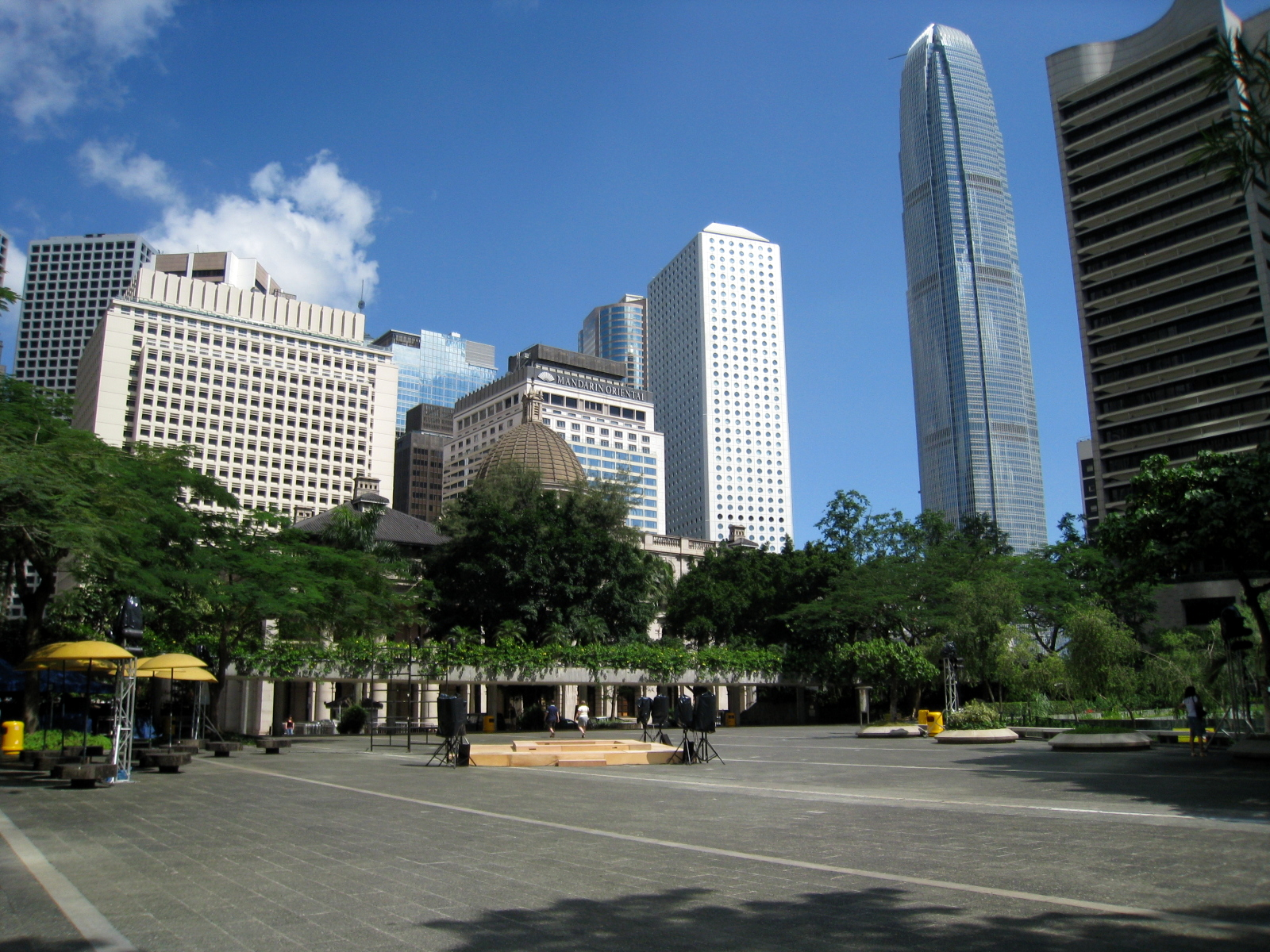
La place centrale de Chater Garden.
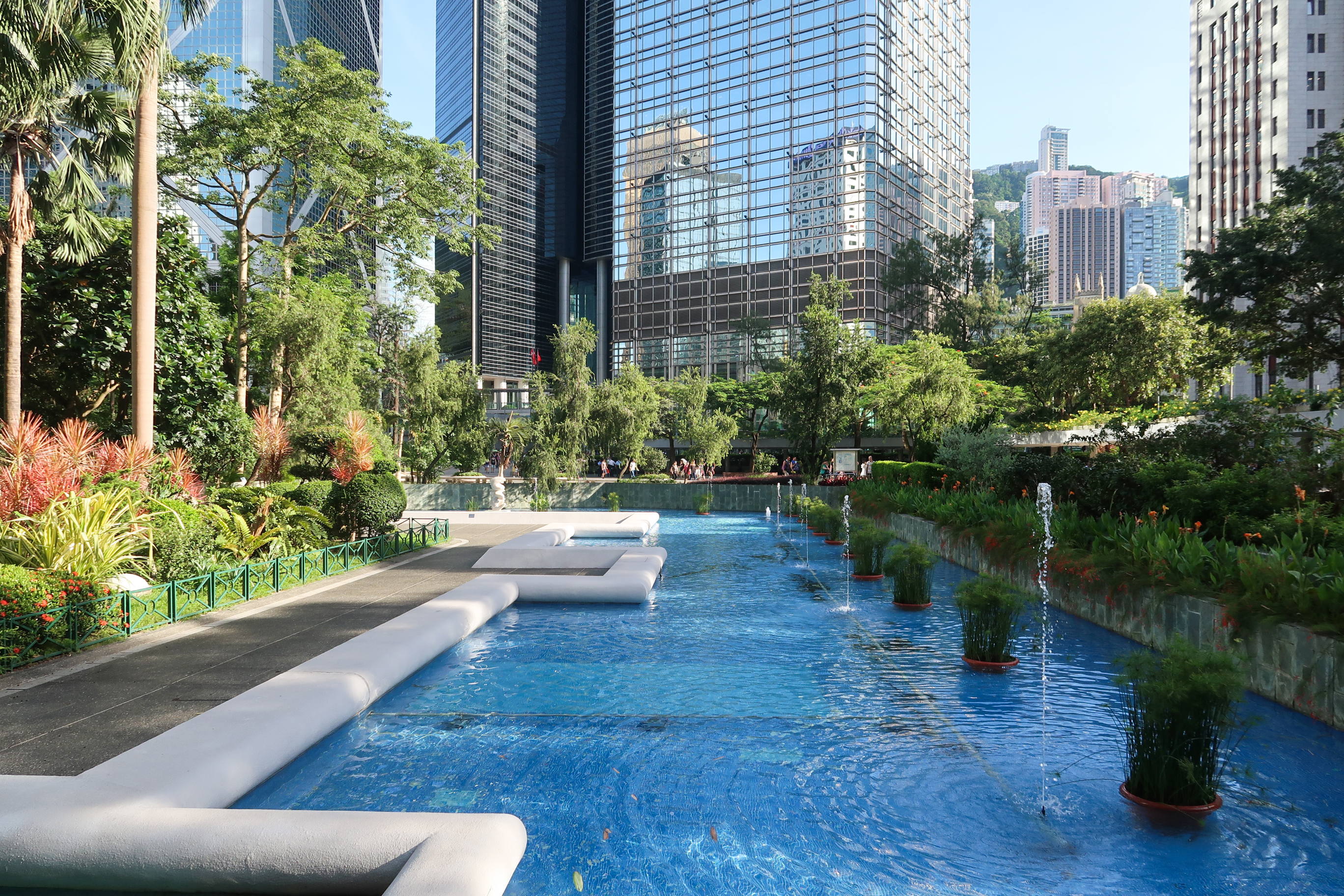
La fontaine.
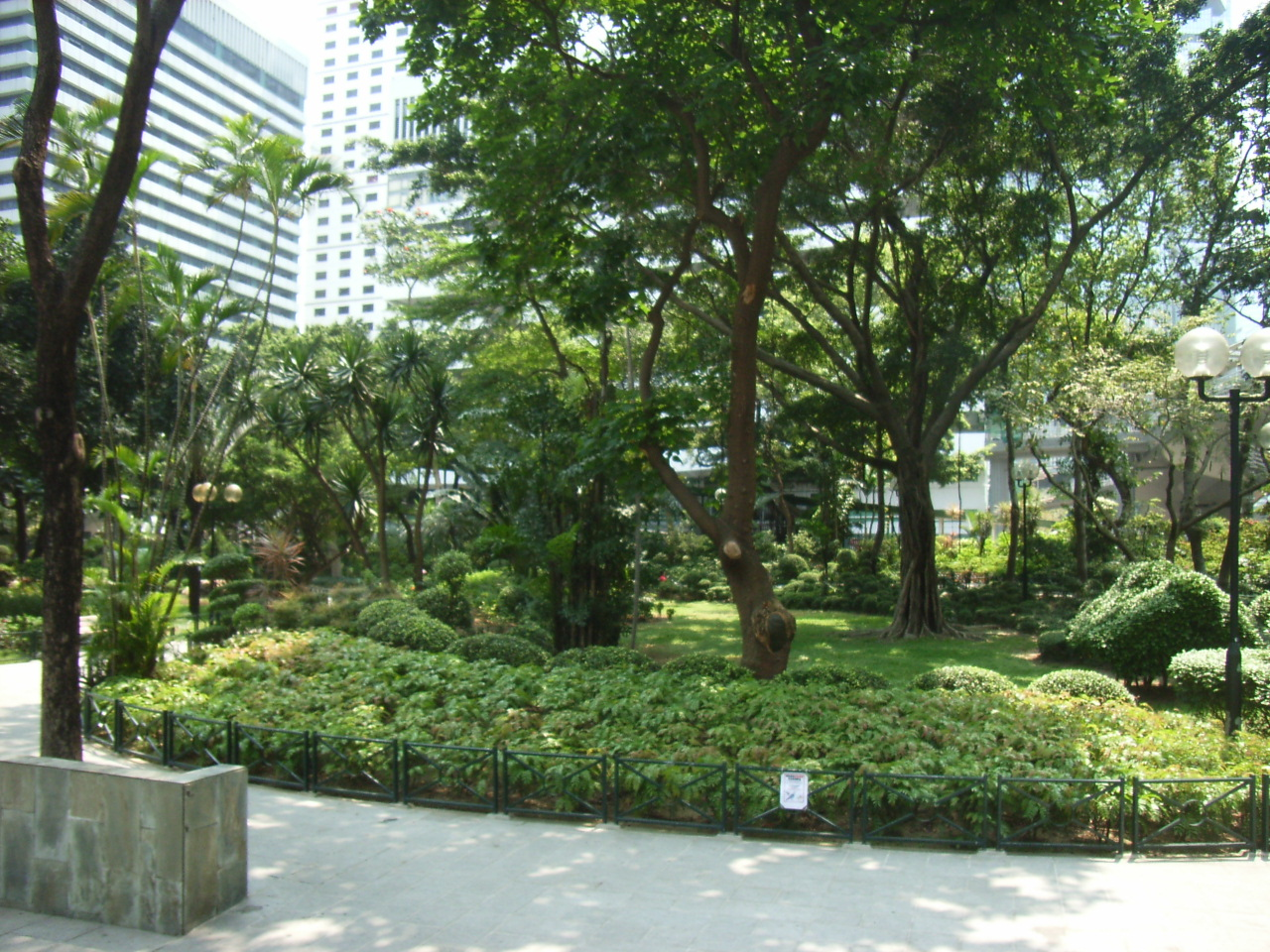
La végétation dans le parc.
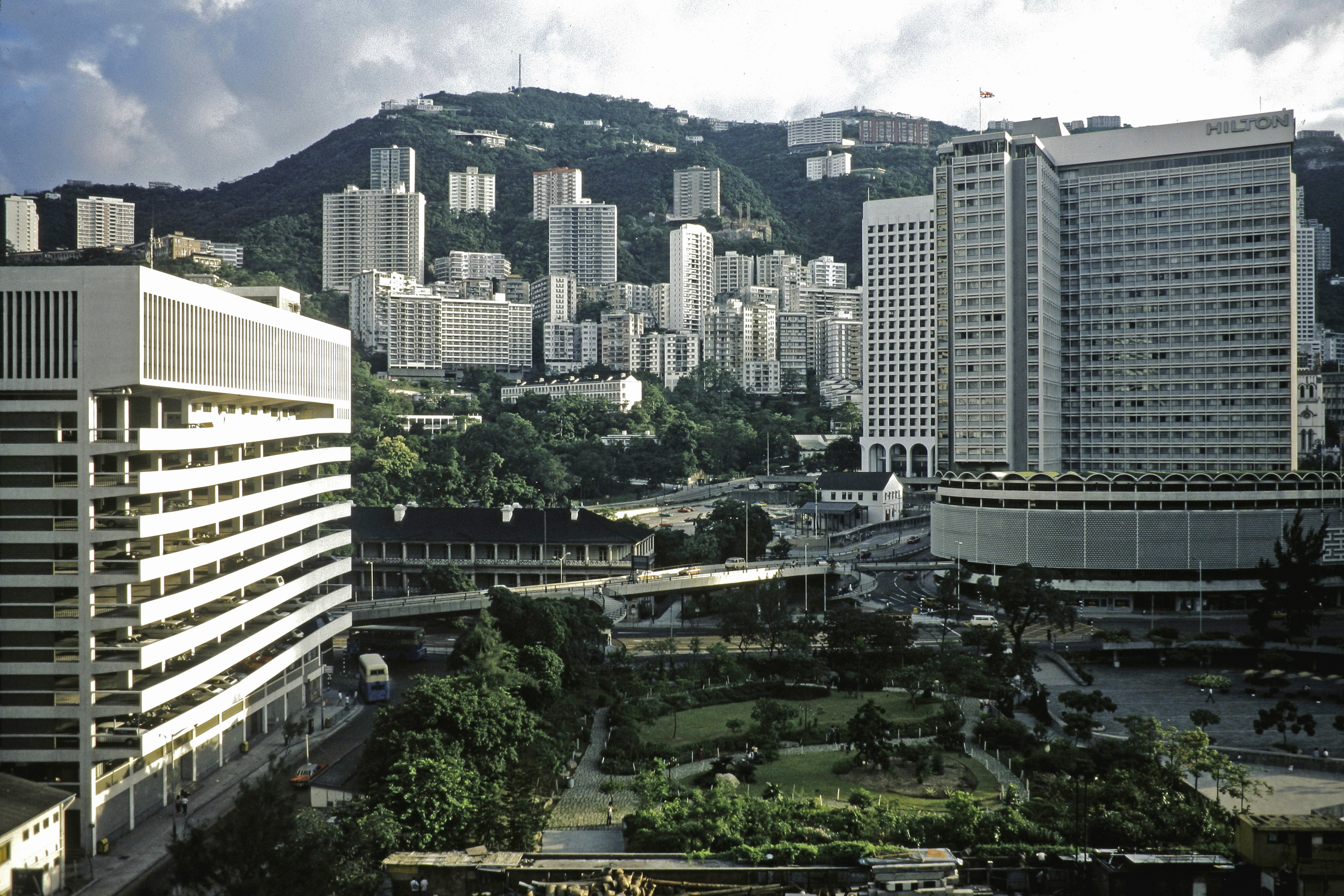
Chater Garden dans les années 1980.
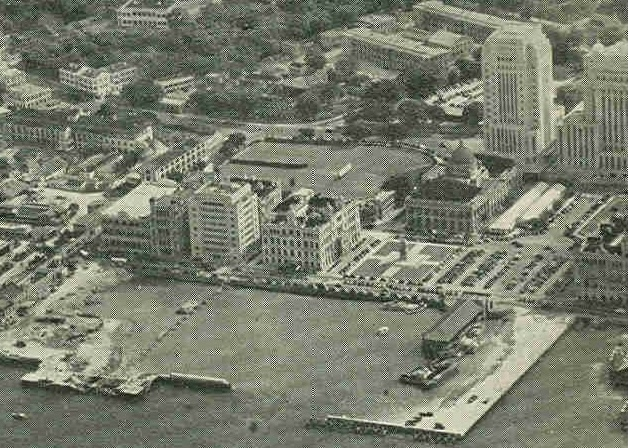
Photographie de 1953 de Central, montrant le terrain du Cricket Club de Hong Kong derrière l'ancien bâtiment de la Cour suprême.
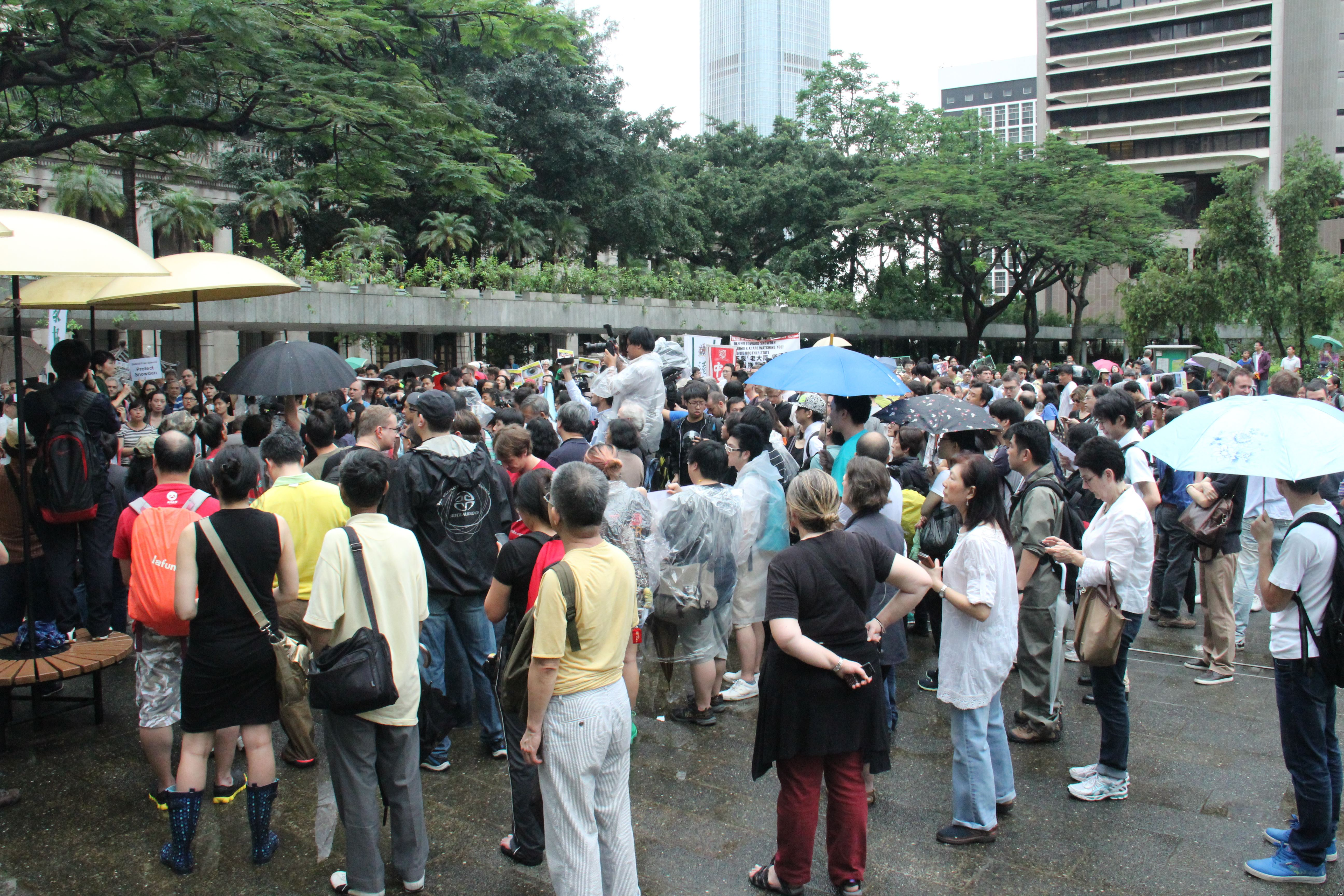
Rassemblement dans le parc en soutien à Edward Snowden en 2013.